# Macaria fille d'Héraclès
Pour les articles homonymes, voir Macaria.
Dans la mythologie grecque, Macaria ou Macarie (en grec ancien Μακαρία / Makaría) est la fille d'Héraclès (Hercule pour les Romains) et Déjanire (la dernière épouse du demi-dieu). Elle a la particularité d'avoir été sa seule fille parmi la centaine d'enfants d'Héraclès.

## Étymologie
Son nom signifie "elle/celle qui est bénie".

## Mythe

### Sacrifice de Macarie
Macarie serait la fille d'Héraclès et de sa femme Déjanire. Le couple aurait eu cinq enfants dont Macarie. Sa légende est qu'elle a réussi à éteindre le bûcher de son père sur le mont Œta. Elle se serait enfuie avec ses frères (Hyllos, Ctésippos, Glénos et Hoditès) pour échapper à la vengeance d'Eurysthée. En effet, ce dernier aurait été à l'origine chargé par Héra de donner douze travaux à Héraclès. Même après la mort de ce dernier, il poursuit sa vendetta de toute une vie contre le héros en traquant ses enfants, persécutant certains des Héraclides qui sont des fils d'Héraclès et ses descendants. Les frères et sœurs se seraient réfugiés dans un premier temps à Trachis puis à Athènes où ils sont reçus par le roi Démophon. 
Arrivé aux portes d'Athènes avec son armée, Eurysthée donne à Démophon un ultimatum, menaçant de guerre contre Athènes à moins que Démophon ne livre les enfants d'Héraclès. Démophon refuse et commence à se préparer à la guerre. Un oracle leur aurait alors déclaré que le seul moyen d'avoir la victoire sur Eurysthée était qu'ils sacrifient « une vierge issue d'une noble origine » à Perséphone. À la suite de cette annonciation, Macarie voit que son seul choix est la mort immédiate sur l'autel ou la mort éventuelle aux mains d'Eurysthée. Puisqu'en aucun cas elle ne se verra accorder une vie normale et heureuse, elle se dévoue spontanément, s'offrant comme victime pour sauver les Héraclides, la ville accueillante et ses habitants, refusant une loterie qui mettrait d'autres filles en danger. Son sacrifice permet aux Héraclides de triompher et de tuer Eurysthée. 
Les Athéniens l'honoraient de somptueux rites funéraires, et le mythe a un aspect étiologique : en souvenir de sa mort, une fontaine près de Marathon porte son nom.

### Macarie et Thanatos
Thanatos serait tombé amoureux de Macarie alors qu'il l'emmenait aux enfers, et ils auraient ainsi vécu une relation secrète, aucun mort ne pouvant se lier avec un vivant, homme ou dieu. De leur relation serait né Lyncos. Hadès aurait cependant finit par découvrir leur relation, les séparant et chassant Lyncos, qui se serait exilé jusqu'au bord de la mer Noire et aurait vécu avec les Scythes.

## Mentions
Macarie est principalement citée dans Les Héraclides d'Euripide, son histoire et son auto-sacrifice constituant le sujet de la pièce .
Pausanias rapporte le même mythe lorsqu'il évoque la fontaine Macaria à Marathon.

### Sources
- Euripide, Les Héraclides [détail des éditions] [lire en ligne] (passim).
- Pausanias, Description de la Grèce [détail des éditions] [lire en ligne] (I, 32, 6).